# Kvam
Kvam é uma comuna da Noruega, com 615 km² de área e 8 334 habitantes (censo de 2005).         